# 拉尔 (下萨克森州)
拉尔（德語：Laar，發音：[ˈlaːɐ̯] ⓘ）是德国下萨克森州本特海姆伯国县的市镇，面积51.01平方千米，2023年12月31日人口为2,091人。